# Koenigsegg One:1
Koenigsegg One:1 — суперкар шведської компанії Koenigsegg. Модель розробили для встановлення рекорду швидкості серійною автомашиною. Назва підкреслює співвідношення потужності і маси, як 1:1 (0,99974 к.с. на 1 кг). Планується виготовити 7 машин вартістю близько 2.000.000 доларів (1 тестова, 2 для Великої Британії, 4 для КНР).
Мотор з двома турбокомпресорами типу DOHC з 4 клапанами на циліндр потужністю 1360 к.с. при 7500 об/хв дозволяє розвинути максимальну швидкість понад 450 км/год, розганятись до 300 км/год за 12 сек, до 400 км/год за 20 секунд, 0-100 км/год за 2,6 сек. Гальмування 400-0 км/год триває 10 секунд, гальмівний шлях (100-0 км/год) 28 м. Ступінь стискування 9,0:1. Максимальний момент обертання 1371 Нм при 6000 об/хв. Для моделі розробили спеціальні шини Michelin Cup 2. Модель обладнано активним антикрилом з змінною геометрією, а гальмівна система отримала примусову вентиляцію керамічних гальмівних колодок.

### Цікаві факти
- Німецька система класифікації потужності до виходу Koenigsegg One:1 вимірювалася в кВт замість к.с. та підтримувала тільки до 3-х цифр. Так, потужність восьми циліндрового двигуна мегакара становить 1000 кВт або 1360 к.с., що занадто багато для цієї системи, тому довелося її змінити і дати можливість виходу на місцевий ринок шведського мегакару. [1]
- В липні 2015 року на трасі Енгельгольм (Швеція), суперкар One:1 встановив світовий рекорд розгону від 0 до 300 км/год.
- В листопаді 2017 року Koenigsegg One:1 на одній із доріг у Неваді встановила новий світовий рекорд швидкості - 457 км/год. На встановлення цього рекорду знадобилося близько 9 км дороги

```
Розгін
    0-300 км / год (186 миль / год) = 11,92 сек.

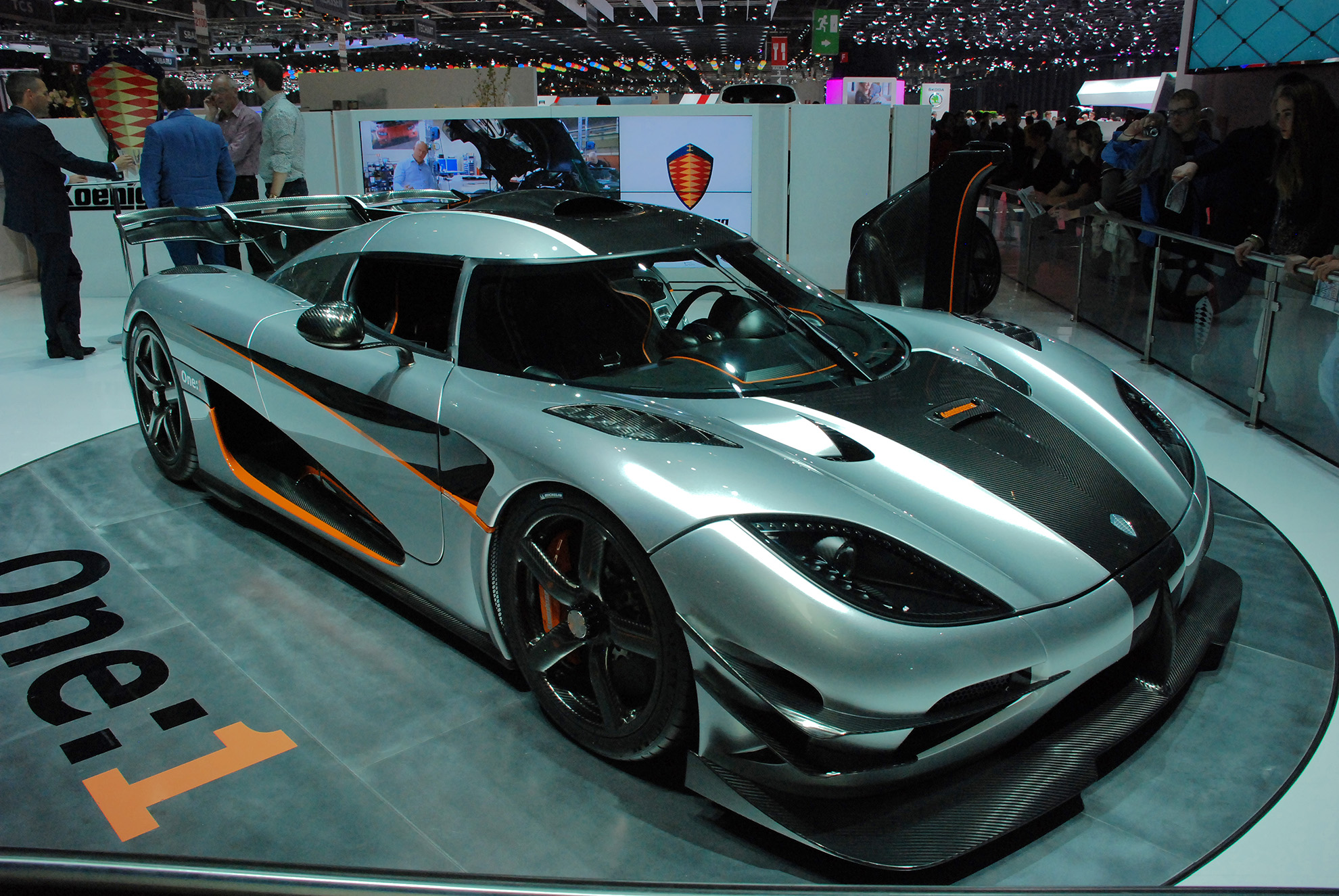
Koenigsegg One:1 на Женевському автосалоні. 2014

    0-200 миль / год = 14,328 сек.
Гальмування
    300-0 км / год = 6,03 сек.
    200-0 миль / год = 6,384 сек.
Розгін-Гальмування
    0-300-0 км / год = 17,95 сек.
    0-200-0 миль / год = 20,71 сек.
```